# Klucz naciągowy

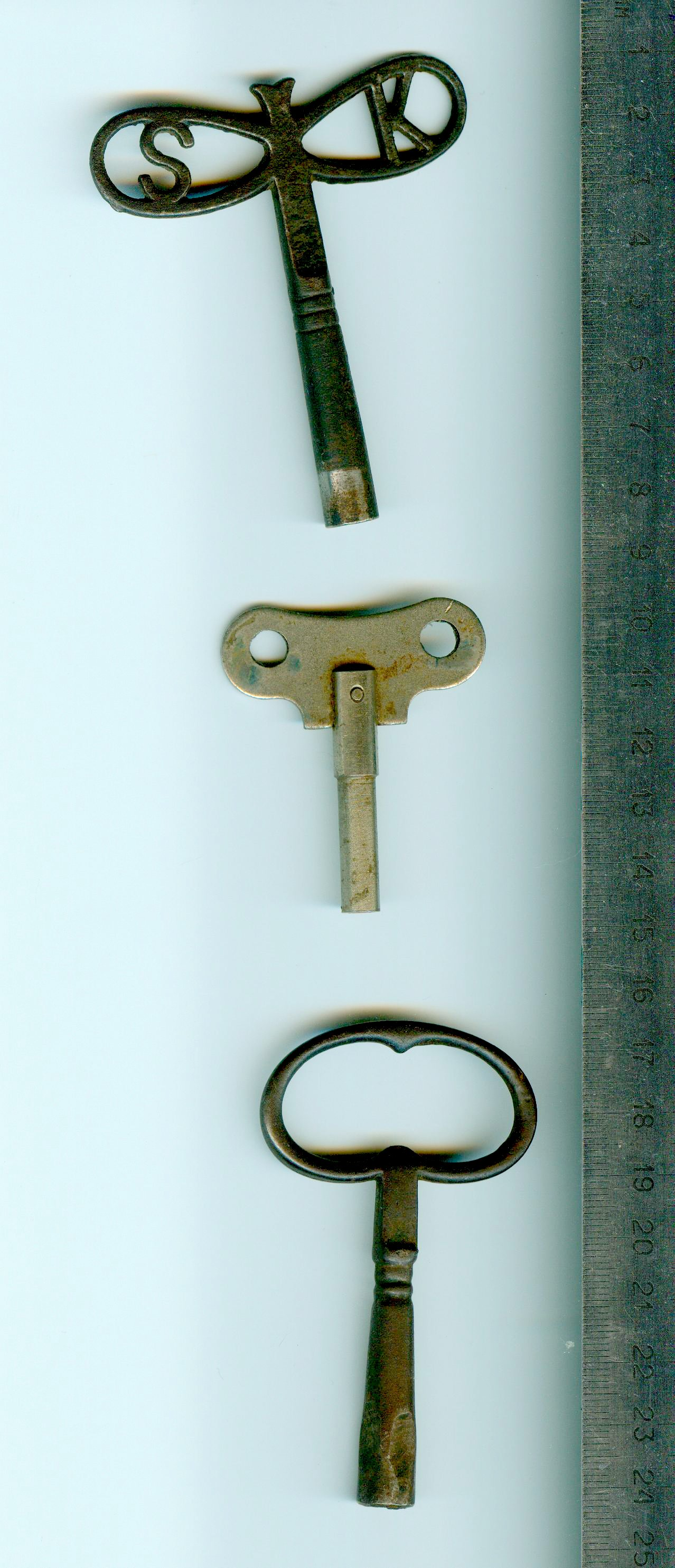
Klucze nakładane

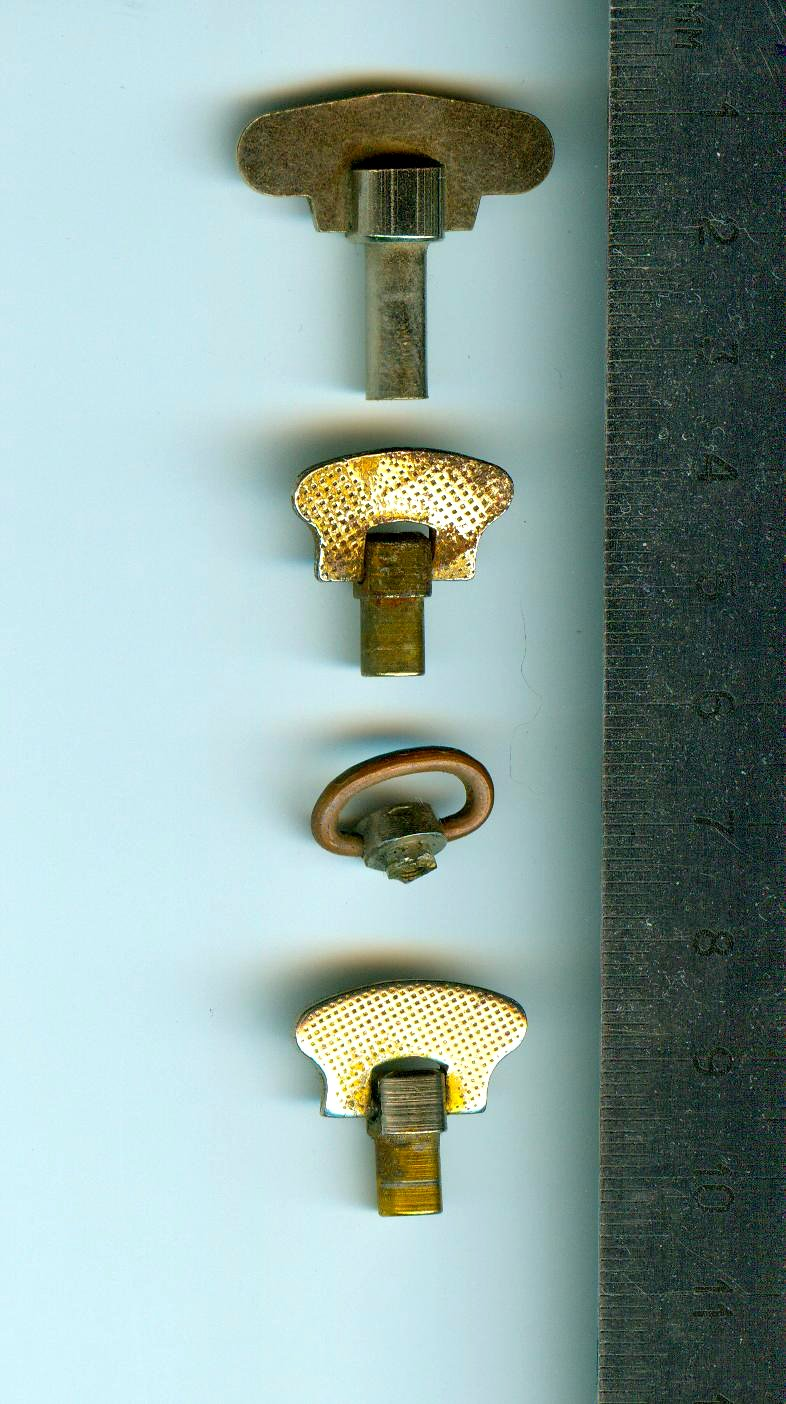
Klucze nakręcane

Klucz naciągowy - klucz do nakręcania sprężyny napędowej mechanizmu zegara.
Są dwa rodzaje kluczy naciągowych: nakładane i nakręcane.
Do klucza nakładanego przedłużony wałek sprężyny ma kształt wydłużonego kwadratowego czopa zwanego chwytem. Do niego dopasowany jest suwliwie kwadratowy otwór w kluczu. Klucz posiada dwa skrzydełka służące do jego uchwycenia.
Mniejsze zegary (budziki) często mają klucze nakręcane. W tym przypadku chwyt wałka sprężyny jest gwintowany, a klucz posiada również gwintowany otwór. Skrzydełka klucza nakręcanego mogą być stałe lub wahliwe.
W przypadku pokręcenia kluczem nakręcanym w niewłaściwym kierunku klucz lekko odkręci się i nie uszkodzi zapadki. Tej zalety nie posiadają klucze nakładane.
Stare zegarki kieszonkowe również nakręcane były kluczykami.